# Clair Jaz
 (novembre 2011).
Si vous disposez d'ouvrages ou d'articles de référence ou si vous connaissez des sites web de qualité traitant du thème abordé ici, merci de compléter l'article en donnant les références utiles à sa vérifiabilité et en les liant à la section « Notes et références ».
Clair Jaz, dite Clair, née le 11 avril 1970 à Kinshasa, est une animatrice de télévision, actrice et humoriste belge.

## Biographie
Née à Kinshasa le 11 avril 1970, Clair Jaz grandit à Liège en Belgique.
Elle remporte le prix du Festival du Rire de Rochefort[réf. nécessaire]. Elle décroche son diplôme des Beaux-Arts de Liège et décide d'aller à Paris en 1994. Elle est remarquée par Jean-Luc Moreau qui lui confie en 2002, un rôle dans la pièce Impair et Père au théâtre de la Michodière aux côtés de Roland Giraud et Stéphane Hillel.
Bernard Tapie la remarque et la fait engager dans la série Commissaire Valence de TF1, dans laquelle elle interprète le lieutenant Martine durant plusieurs années. Elle joue dans une pièce d’Israël Horovitz intitulée Love and Fish au théâtre Silvia-Monfort[source secondaire souhaitée].
En 2004, elle fait son one-woman-show dans C'est Clair produit par Pascal Légitimus au théâtre Le Splendid, prolongé jusqu'en 2007 en passant par le théâtre le Temple et le Théâtre de Dix heures[source secondaire souhaitée]. En 2006, Yves Lecoq propose de voir ou revoir dans son émission Les Grands du Rire certains de ses sketchs. En 2007/2008, elle s'occupe d'une rubrique[réf. souhaitée] dans l'émission La Télé pète les Plombs présentée par Jérôme Commandeur sur la chaîne NT1.
En 2008, elle anime l'émission Les 12 Cœurs sur NRJ 12 avec l'astrologue Alexandre N.Isis dit Mister Astrolove et ensuite avec Caroline, cocktail d'astrologie et de dating, ; dans la même année, elle joue avec Bernard Tapie dans la pièce Oscar au Théâtre de Paris. Elle a un rôle dans le téléfilm Qui va à la chasse... d’Olivier Laubacher.
En 2010, pour TF1, un rôle[Lequel ?] dans Un bébé pour mes 40 ans réalisé par Pierre Joassin. Dans la même année, elle ouvre son cabaret-théâtre L'Affiche Comédie-Bar à Paris où elle accueille des Artistes en tout genre. En 2011, elle joue le rôle de Marie-Jo Saint-André, une animatrice radio dans la série Doc Martin de Jean Michel Fages et Arnaud Sélignac à nouveau sur TF1. 
Depuis le 25 octobre 2010, elle coécrit et met en scène les sketchs de l'humoriste Florent Peyre dans l'émission On ne demande qu'à en rire présentée par Laurent Ruquier sur France 2. En 2012, Florent Peyre quitte l'émission, Clair Jaz coécrit alors les sketchs de Julie Villers.

## Filmographie

### Cinéma
- 2025 : Certains l'aiment chauve de Camille Delamarre : Séverine

### Télévision
- 2002-2005 : Commissaire Valence de Sébastien Arène et Jean-Baptiste Delafon avec Bernard Tapie : Martine
- 2005 : Marie Humbert, le secret d'une mère de Marc Angelo
- 2005 : La famille Zappon de Amar Arhab et Fabrice Michelin
- 2005 : Les grands du rire, émission de et présenté par Yves Lecoq sur France 3
- 2005 : L'homme qui voulait passer à la télé de Amar Arhab, Fabrice Michelin
- 2007 : La télé pète les Plombs sur NT1.
- 2008 : Les 12 Cœurs, émission d'astro-dating sur NRJ12
- 2008 : Qui va à la chasse ? de Olivier Laubacher
- 2010 : Un bébé pour mes 40 ans de Pierre Joassin : Ségolène la meilleure amie de Béatrice ( Natacha Amal)
- 2011 : Doc Martin de Jean-Michel Fages avec Thierry Lhermitte;
- 2013 : Un Homme au pair de Laurent Dussaux avec Antoine Duléry.
- 2014 : Les Fées du logis de Pascal Forneri avec Anne Loiret et Claude Gensac
- 2019 : Mongeville (saison 6, épisode 3 : Remous en thalasso) : Suzy, la masseuse
- 2020 : Meurtres à Cognac, réalisé par Adeline Darraux : Evelyne Gaillard
- 2020 : Tandem, saison 4, épisode Le jeune homme et la mer
- 2020 : Fais pas ci, fais pas ça, épisode spécial Y aura-t-il Noël à Noël ?
- 2021 : Plus belle la vie (saison 17) : Natacha Friedman
- 2022 : Prométhée : l'hypnothérapeute
- 2023 : Meurtres en Guadeloupe : Lieutenant Télumée Magloire

## Théâtre
- 2001-2002 : Impair et père de Ray Cooney au théâtre de la Michodière
- 2004 : Love and Fish d'Israël Horovitz au théâtre Silvia-Monfort.
- 2004-2007 : C'est Clair produit par Pascal Légitimus au Théâtre Le Splendid
- 2008 : Oscar avec Bernard Tapie au Théâtre de Paris.
- 2009 : Un scoop à tout prix de Michel Thibaudau au Théâtre du Temple.
- 2010 : Nul n'est censé ignorer Lola! de Mohamed Bounouara avec Nicolas Bienvenu à la Comédie Contrescarpe
- 2021-2022 : Bonjour Ivresse! de et avec Franck Le Hen au Trévise, ApolloTheatre et le théâtre des Enfants du Paradis